# 柁嘉熹
柁嘉熹（だ かき、トゥオ ジャシ、1991年1月15日 - ）は中国の囲碁棋士。黒竜江省大慶市出身、中国囲棋協会所属、九段。LG杯世界棋王戦優勝、倡棋杯中国プロ囲棋選手権戦優勝2回、農心辛ラーメン杯世界囲碁最強戦で4人抜きなど。

## 経歴
5歳で囲碁を学び、呉肇毅の道場に入門。2002年入段。2004年二段、全国囲棋個人戦乙組3位。2005年三段、国家少年隊入り。2006年全国囲棋個人戦乙組優勝、全国体育大会9位、倡棋杯中国プロ囲棋選手権戦ベスト4に進出し、準決勝三番勝負で孔傑に0-2で敗れる。2007年富士通杯U15少年囲棋戦優勝。2008年新人王戦準優勝、農心杯で中国代表として出場し山下敬吾らを破り4人抜き、NEC杯囲棋賽ベスト8。2009年全国智力運動会男子個人快棋戦優勝。2010年BCカード杯、LG杯でベスト16、倡棋杯中国プロ囲棋選手権戦決勝で周睿羊を2-1で破って優勝。
2013年第1期棋聖戦決勝で周睿羊に2-3で敗れ準優勝。2014年周睿羊を決勝で2-1で下しLG杯初優勝、規定により九段昇段。2016年三星火災杯準優勝。2017年阿含桐山杯戦で優勝。
中国囲棋甲級リーグ戦では2007年北京大宝チームで出場、12勝7敗で新人賞受賞、2009年には16勝6敗の最多勝で最優秀選手。2017年に北京チームで優勝。中国棋士ランキングでは2010年7位、2012年・2016年に3位。

### タイトル歴
国際棋戦
- LG杯世界棋王戦 2014年（第18期）
- CCTV賀歳杯中日韓囲棋争覇戦 2015年
- 日中竜星戦 2016年（○結城聡）
- 阿含・桐山杯日中決戦 2017年（◯六浦雄太）
- 世界囲棋嶺鋒対決 2019年

国内棋戦
- 富士通杯U15少年囲棋戦 2007年
- 全国智力運動会男子個人快棋戦 2009年
- 倡棋杯中国プロ囲棋選手権戦 2010、16年
- 中信銀行杯電視快棋戦 2012年
- 竜星戦 2015年
- 偉星杯世界囲棋冠軍招待戦 2015年
- 阿含・桐山杯中国囲棋快棋公開戦 2017年

### その他の棋歴
国際棋戦
- 三星火災杯世界囲碁マスターズ 準優勝 2016年、ベスト8 2017年
- LG杯世界棋王戦  ベスト4 2015年（第20期）、ベスト8 2014年（第19期）、ベスト16 2010年
- 春蘭杯世界囲碁選手権戦 ベスト8 2016年
- BCカード杯世界囲碁選手権 ベスト16 2010年
- 百霊愛透杯世界囲碁オープン戦 ベスト16 2014年
- Mlily夢百合杯世界囲碁オープン戦 ベスト16 2015年
- 弈決崆峒世界道教名山囲棋招待戦 準優勝 2018年
- 農心辛ラーメン杯世界囲碁最強戦
  - 2008年 4-1（○許映皓、○山下敬吾、○尹畯相、○河野臨、×姜東潤）
  - 2010年 0-1（×高尾紳路）
  - 2014年 1-1（○一力遼、×姜東潤）
- 招商地産杯中韓囲棋団体対抗戦
  - 2013年 2-0（○趙漢乗、○崔哲瀚）
- 国手山脈杯国際囲棋戦 2014年 2-1 李世乭、2015年 2-1（○崔哲瀚、×朴廷桓、○李世乭）
- スポーツアコードワールドマインドゲームズ 男子団体戦金メダル 2014年（4-1）
- 金立杯中韓囲碁リーグ優勝対抗戦 2018年（中信北京）0-2（×申眞諝、×李昌鎬）

国内棋戦
- 倡棋杯中国プロ囲棋選手権戦 準優勝 2012、18年
- 衢州・爛柯杯中国囲棋冠軍戦 準優勝 2012年
- 新人王戦 準優勝
- 竜星戦 準優勝 2012年
- 洛陽龍門杯中国囲棋棋聖戦 準優勝 2013年
- 嶺峰夢想拉薩交通産業集団囲棋汽車ラリー戦 準優勝 2017年
- 阿含・桐山杯中国囲棋快棋公開戦 2019年
- 西南王戦 準優勝 2020年
- 全国囲棋個人戦 3位 2012年、4位 2008年、乙組優勝 2006年
- 全国智力運動会 2019年男子個人戦5位
- 中国囲棋甲級リーグ戦
  - 2007年（北京大宝）12-7、新人賞
  - 2008年（北京大宝）11-9
  - 2009年（中信北京）16-6、最優秀選手
  - 2010年（中信北京）15-6
  - 2011年（中信北京）13-9
  - 2012年（中信北京）14-8
  - 2013年（中信北京）13-9
  - 2014年（中信北京）14-8
  - 2015年（中信北京）11-11
  - 2016年（中信北京）17-5
  - 2017年（中信北京）16-10、優勝
  - 2018年（中信北京）18-8
  - 2019年（中信北京）10-5
  - 2020年（拉薩城投）
- 弘通杯国家囲棋隊勝抜戦
  - 2012年 0-1（×朴文尭）
  - 2013年 3-1（○柯潔、○李軒豪、○范蘊若、×黄雲嵩）